# 拉雷 (奥恩省)
拉雷（法語：Larré，法語發音：[laʁe] ⓘ）是法国奥恩省的一个市镇，位于该省南部，阿朗松市区东北，属于阿朗松区。

## 地理
拉雷（48°29'41"N, 0°9'52"E）面积5.67 平方千米，位于法国诺曼底大区奧恩省，该省份为法国西北部内陆省份，北起顺时针与卡爾瓦多斯省、厄尔省、厄尔-卢瓦省、萨尔特省、马耶讷省和芒什省接壤。
与拉雷接壤的市镇（或旧市镇、城区）包括：梅尼勒埃勒、欧特里沃、瑟马莱、埃库沃。
拉雷的时区为UTC+01:00、UTC+02:00（夏令时）。

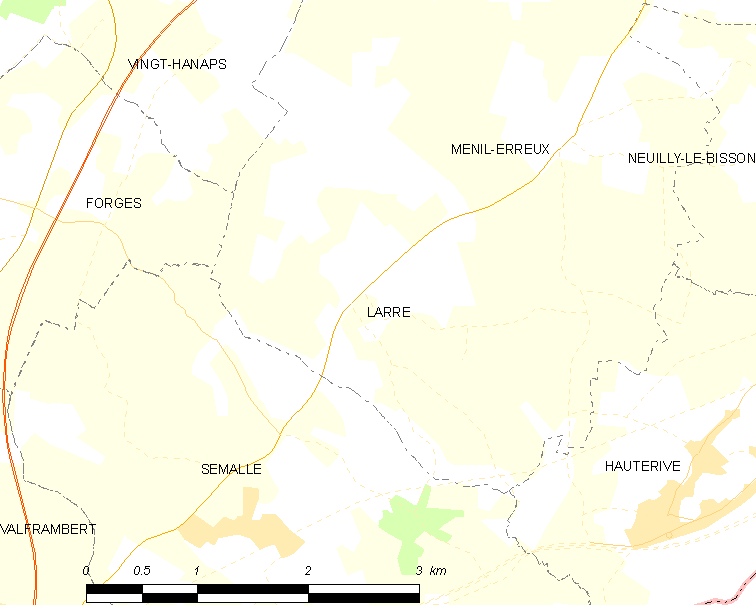
拉雷的OSM定位图

## 行政
拉雷的邮政编码为61250，INSEE市镇编码为61224。

## 政治
拉雷所属的省级选区为埃库沃县。

## 交通
奥恩省省道D31线和D505线在市中心交汇。

## 人口

1962-2008年间拉雷人口变化图示

拉雷于2022年1月1日时的人口数量为467人。